# Nalda
Nalda – gmina w Hiszpanii, w prowincji La Rioja, w La Rioja, o powierzchni 24,6 km². W 2011 roku gmina liczyła 1028 mieszkańców.